# Polygala sphenoptera
Polygala sphenoptera är en jungfrulinsväxtart som beskrevs av Johann Baptist Georg Wolfgang Fresenius. Polygala sphenoptera ingår i släktet jungfrulinssläktet, och familjen jungfrulinsväxter. Inga underarter finns listade i Catalogue of Life.